# Czógler Alajos
Czógler Alajos (Mohács, 1853. december 23. – Budapest, 1893. november 22.) fizikatanár és tudománytörténész.

## Életrajza
Tanulmányait a pécsi és budai főreáliskolában, a József Műegyetemen és a középiskolai tanárképző intézetben végezte. 1874-től a szegedi főreáliskolában tanított. A Királyi Magyar Természettudományi Társulat pályázatára itt írta meg A fizika története életrajzokban (1882) című kétkötetes munkáját, majd 1891-től a budapesti 4. kerületi főreáliskola tanára lett. Ő írta meg a A Pallas nagy lexikona összes fizikai szócikkét is. A szoros, megerőltető  munkatempó miatt fiatalon, 40 évesen halt meg Budapesten, 1893. november 22-én.

## Munkái
- A fizika története életrajzokban. Budapest, 1882. Két kötet. (Természettudományi Könyvkiadó Vállalat XX. XXI. Ism. Bud. szemle XXXVII.)
- A mágnesség és elektromosság. Guillemin A. után francziából. Budapest, 1885. (A II. részt fordította. Természettudományi Könyvkiadó Vállalat XXV. Ism. Bud. Szemle XLIX.)
- Természettan a középiskolák felsőbb osztályai számára. Budapest, 1887.
- Dimensionen und absolute Maasse der physikalischen Grössen. Leipzig, 1889.
- A csillagászat történelmi jellemvonásai. Houzeau után francziából ford. Budapest, 1890. (Természettudományi Könyvkiadó Vállalat XXXVIII.)
- Fizikai egységek. Budapest, 1891.

Átdolgozta Fehér Ipoly Kisérleti természettanának 6. (Budapest, 1888.) és 7. kiadását (Budapest, 1891.)